# Littera elongata
Die littera elongata (lat. für „verlängerte Schrift“), auch Gitterschrift genannt, ist eine seit der Karolingerzeit verwendete lang gezogene Variante der diplomatischen Minuskelschrift. Sie ist als Auszeichnungsschrift in mittelalterlichen Urkunden am Anfang in der Intitulationszeile und am Ende in der Signum- und Rekognitionszeile anzutreffen.

## Beispiele

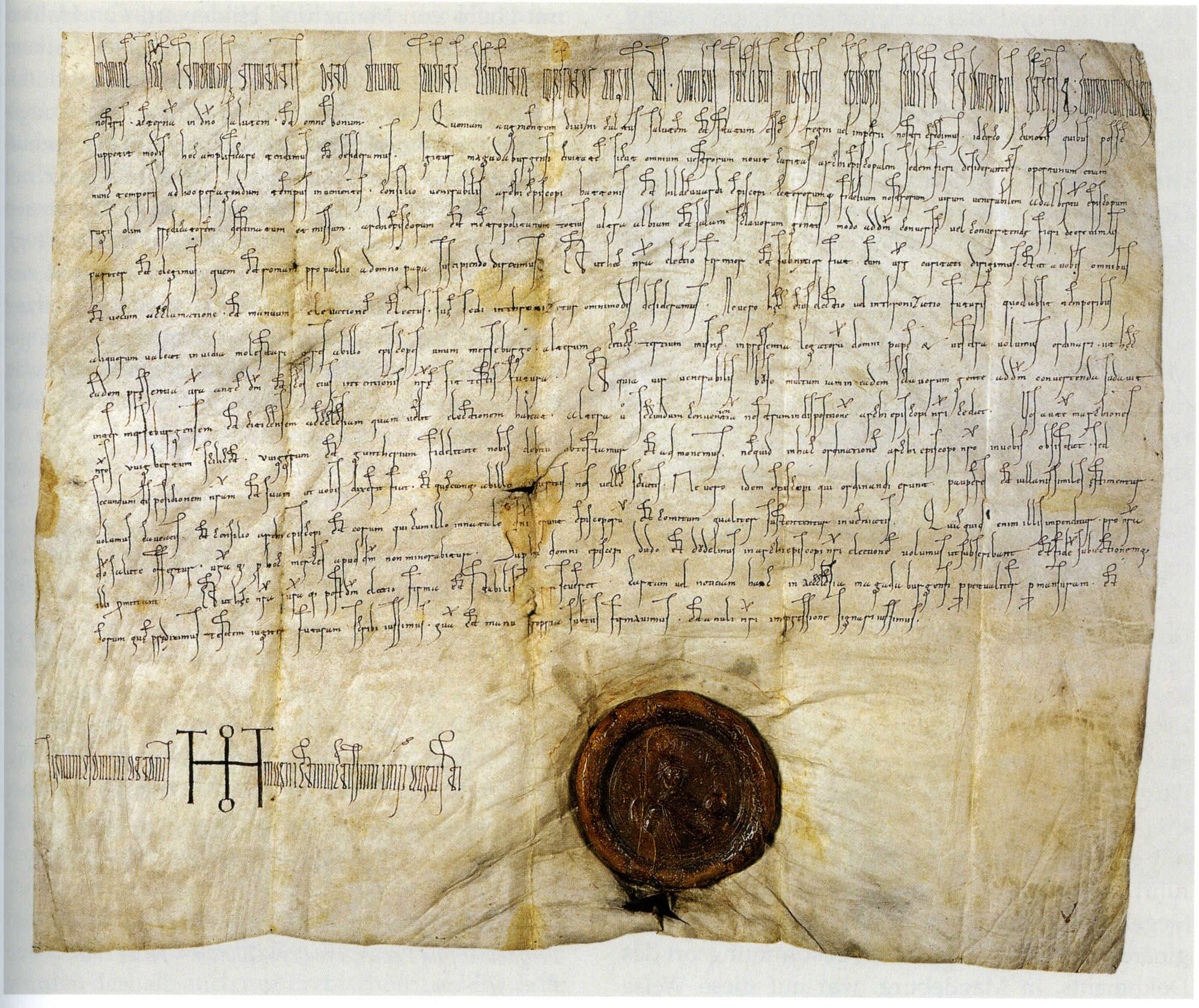
968: Urkunde Ottos des Großen zur Verkündigung der Errichtung eines Erzbistums zu Magdeburg
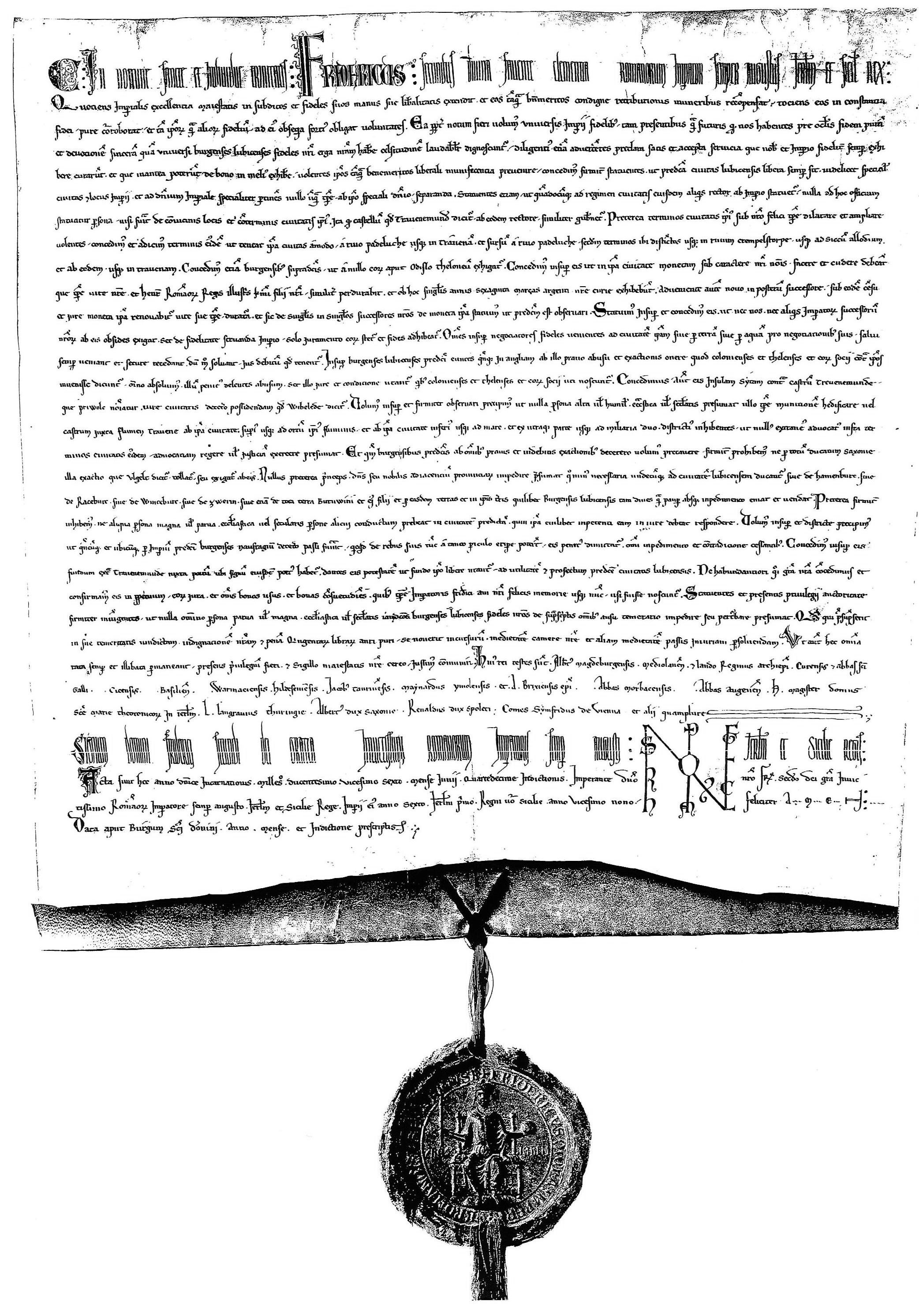
1226: Reichsfreiheitsbrief, der der Stadt Lübeck die Reichsunmittelbarkeit zugesteht